# Liste der Nummer-eins-Hits in Spanien (1970)
Dies ist eine Liste der Nummer-eins-Hits in Spanien im Jahr 1970. Sie basiert auf den offiziellen Chartlisten der Asociación Fonográfica y Videográfica de España (AFYVE, heute Promusicae), der spanischen Landesgruppe der IFPI.

## Singles
| | Liste der Nummer-eins-Hits in Spanien | Liste der Nummer-eins-Hits in Spanien | Liste der Nummer-eins-Hits in Spanien                            | 1971 →                    |
| \| Zeitraum \| Wo. ges. \| Interpret \| Titel Autor(en) \| Zusätzliche Informationen \| \| (Zeitraum, Wochen auf Platz eins, Interpret, Titel, Autor[en], zusätzliche Informationen) \| \| \| \| \| \| ----------------------------------------------------------------------------------------- \| -------- \| ----------------- \| ---------------------------------------------------------------- \| ------------------------- \| \| 17. November 1969 – 18. Januar 1970 9 Wochen \| 9 \| The Archies \| Sugar, Sugar Andy Kim, Jeff Barry \| – \| \| 17. Januar 1970 – 1. Februar 1970 3 Wochen \| 3 \| Víctor Manuel \| Paxarinos \| – \| \| 2. Februar 1970 – 8. Februar 1970 1 Woche \| 1 \| Miguel Ríos \| Himno A La Alegría Orbe, Waldo de los Rios, Ludwig van Beethoven \| – \| \| 9. Februar 1970 – 5. April 1970 8 Wochen \| 8 \| Shocking Blue \| Venus Robbie van Leeuwen \| – \| \| 6. April 1970 – 31. Mai 1970 8 Wochen \| 8 \| Julio Iglesias \| Gwendolyne Julio Iglesias \| – \| \| 1. Juni 1970 – 6. September 1970 14 Wochen \| 14 \| Los Diablos \| Un Rayo De Sol \| – \| \| 7. September 1970 – 13. September 1970 1 Woche \| 1 \| Andrés Do Barro \| Corpiño Xeitoso \| – \| \| 14. September 1970 – 27. September 1970 2 Wochen (insgesamt 5) \| 5 \| Mungo Jerry \| In the Summertime Ray Dorset \| – \| \| 28. September 1970 – 11. Oktober 1970 2 Wochen \| 2 \| Simon & Garfunkel \| El Condor Pasa (If I Could) Paul Simon, Art Garfunkel, Roy Halee \| – \| \| 12. Oktober 1970 – 25. Oktober 1970 2 Wochen (insgesamt 5) \| 5 \| Mungo Jerry \| In the Summertime Ray Dorset \| – \| \| 26. Oktober 1970 – 1. November 1970 1 Woche \| 1 \| Christie \| Yellow River Jeff Christie \| – \| \| 2. November 1970 – 8. November 1970 1 Woche (insgesamt 5) \| 5 \| Mungo Jerry \| In the Summertime Ray Dorset \| – \| \| 9. November 1970 – 15. November 1970 1 Woche \| 1 \| Víctor Manuel \| Quiero Abrazarte Tanto \| – \| \| 16. November 1970 – 20. Dezember 1970 5 Wochen \| 5 \| María Ostiz \| N’A Veiriña Do Mar \| – \| \| 21. Dezember 1970 – 21. Februar 1971 9 Wochen \| 9 \| Nino Bravo \| Te quiero, Te Quiero Augusto Algueró, Rafael de León \| – \| |                                       |                                       |                                                                  |                           |
| |                                       |                                       |                                                                  | → 1971 →                  |
| Zeitraum | Wo. ges.                              | Interpret                             | Titel Autor(en)                                                  | Zusätzliche Informationen |
| (Zeitraum, Wochen auf Platz eins, Interpret, Titel, Autor[en], zusätzliche Informationen) |                                       |                                       |                                                                  |                           |
| 17. November 1969 – 18. Januar 1970 9 Wochen | 9                                     | The Archies                           | Sugar, Sugar Andy Kim, Jeff Barry                                | –                         |
| 17. Januar 1970 – 1. Februar 1970 3 Wochen | 3                                     | Víctor Manuel                         | Paxarinos                                                        | –                         |
| 2. Februar 1970 – 8. Februar 1970 1 Woche | 1                                     | Miguel Ríos                           | Himno A La Alegría Orbe, Waldo de los Rios, Ludwig van Beethoven | –                         |
| 9. Februar 1970 – 5. April 1970 8 Wochen | 8                                     | Shocking Blue                         | Venus Robbie van Leeuwen                                         | –                         |
| 6. April 1970 – 31. Mai 1970 8 Wochen | 8                                     | Julio Iglesias                        | Gwendolyne Julio Iglesias                                        | –                         |
| 1. Juni 1970 – 6. September 1970 14 Wochen | 14                                    | Los Diablos                           | Un Rayo De Sol                                                   | –                         |
| 7. September 1970 – 13. September 1970 1 Woche | 1                                     | Andrés Do Barro                       | Corpiño Xeitoso                                                  | –                         |
| 14. September 1970 – 27. September 1970 2 Wochen (insgesamt 5) | 5                                     | Mungo Jerry                           | In the Summertime Ray Dorset                                     | –                         |
| 28. September 1970 – 11. Oktober 1970 2 Wochen | 2                                     | Simon & Garfunkel                     | El Condor Pasa (If I Could) Paul Simon, Art Garfunkel, Roy Halee | –                         |
| 12. Oktober 1970 – 25. Oktober 1970 2 Wochen (insgesamt 5) | 5                                     | Mungo Jerry                           | In the Summertime Ray Dorset                                     | –                         |
| 26. Oktober 1970 – 1. November 1970 1 Woche | 1                                     | Christie                              | Yellow River Jeff Christie                                       | –                         |
| 2. November 1970 – 8. November 1970 1 Woche (insgesamt 5) | 5                                     | Mungo Jerry                           | In the Summertime Ray Dorset                                     | –                         |
| 9. November 1970 – 15. November 1970 1 Woche | 1                                     | Víctor Manuel                         | Quiero Abrazarte Tanto                                           | –                         |
| 16. November 1970 – 20. Dezember 1970 5 Wochen | 5                                     | María Ostiz                           | N’A Veiriña Do Mar                                               | –                         |
| 21. Dezember 1970 – 21. Februar 1971 9 Wochen | 9                                     | Nino Bravo                            | Te quiero, Te Quiero Augusto Algueró, Rafael de León             | –                         |

## Alben
| | Liste der Nummer-eins-Hits in Spanien | Liste der Nummer-eins-Hits in Spanien | Liste der Nummer-eins-Hits in Spanien | 1971 →                    |
| \| Zeitraum \| Wo. ges. \| Interpret \| Titel \| Zusätzliche Informationen \| \| (Zeitraum, Wochen auf Platz eins, Interpret, Titel, zusätzliche Informationen) \| \| \| \| \| \| ------------------------------------------------------------------------------ \| -------- \| -------------------------- \| -------------------------- \| ------------------------- \| \| 17. November 1969 – 25. Januar 1970 10 Wochen \| 10 \| The Beatles \| Abbey Road \| – \| \| 9. Februar 1970 – 15. März 1970 5 Wochen \| 5 \| Led Zeppelin \| Led Zeppelin \| – \| \| 16. März 1970 – 22. März 1970 1 Woche \| 1 \| John Mayall \| The Turning Point \| – \| \| 23. März 1970 – 12. April 1970 3 Wochen \| 3 \| Led Zeppelin \| Led Zeppelin II \| – \| \| 13. April 1970 – 24. Mai 1970 6 Wochen \| 6 \| Santana \| Santana \| – \| \| 20. Mai 1970 – 28. Juni 1970 6 Wochen (insgesamt 21) \| 21 \| Simon & Garfunkel \| Bridge over Troubled Water \| – \| \| 29. Juni 1970 – 19. Juli 1970 3 Wochen \| 3 \| (Verschiedene Interpreten) \| Fill Your Head with Rock \| – \| \| 20. Juli 1970 – 1. November 1970 15 Wochen (insgesamt 21) \| 21 \| Simon & Garfunkel \| Bridge over Troubled Water \| – \| \| 2. November 1970 – 13. Dezember 1970 6 Wochen \| 6 \| Mari Trini \| Amores \| – \| \| 14. Dezember 1970 – 20. Dezember 1970 1 Woche \| 1 \| José Feliciano \| Fireworks \| – \| \| 21. Dezember 1970 – 7. März 1971 11 Wochen \| 11 \| Waldo de los Ríos \| Sinfonías \| – \| |                                       |                                       |                                       |                           |
| |                                       |                                       |                                       | → 1971 →                  |
| Zeitraum | Wo. ges.                              | Interpret                             | Titel                                 | Zusätzliche Informationen |
| (Zeitraum, Wochen auf Platz eins, Interpret, Titel, zusätzliche Informationen) |                                       |                                       |                                       |                           |
| 17. November 1969 – 25. Januar 1970 10 Wochen | 10                                    | The Beatles                           | Abbey Road                            | –                         |
| 9. Februar 1970 – 15. März 1970 5 Wochen | 5                                     | Led Zeppelin                          | Led Zeppelin                          | –                         |
| 16. März 1970 – 22. März 1970 1 Woche | 1                                     | John Mayall                           | The Turning Point                     | –                         |
| 23. März 1970 – 12. April 1970 3 Wochen | 3                                     | Led Zeppelin                          | Led Zeppelin II                       | –                         |
| 13. April 1970 – 24. Mai 1970 6 Wochen | 6                                     | Santana                               | Santana                               | –                         |
| 20. Mai 1970 – 28. Juni 1970 6 Wochen (insgesamt 21) | 21                                    | Simon & Garfunkel                     | Bridge over Troubled Water            | –                         |
| 29. Juni 1970 – 19. Juli 1970 3 Wochen | 3                                     | (Verschiedene Interpreten)            | Fill Your Head with Rock              | –                         |
| 20. Juli 1970 – 1. November 1970 15 Wochen (insgesamt 21) | 21                                    | Simon & Garfunkel                     | Bridge over Troubled Water            | –                         |
| 2. November 1970 – 13. Dezember 1970 6 Wochen | 6                                     | Mari Trini                            | Amores                                | –                         |
| 14. Dezember 1970 – 20. Dezember 1970 1 Woche | 1                                     | José Feliciano                        | Fireworks                             | –                         |
| 21. Dezember 1970 – 7. März 1971 11 Wochen | 11                                    | Waldo de los Ríos                     | Sinfonías                             | –                         |